# Ritratto di Madame Charpentier
Il Ritratto di Madame Charpentier è un dipinto del pittore francese Pierre-Auguste Renoir, realizzato nel 1876-1877 e conservato al museo d'Orsay di Parigi.

## Descrizione
La donna ritratta è la moglie di Georges Charpentier, proprietario della nota casa editrice Bibliothèque Charpentier. La dimora della famiglia Charpentier era sede di un importante salotto, al quale partecipavano abitualmente illustri intellettuali, letterati e mercanti d'arte: tra i frequentatori più assidui vi erano per l'appunto Zola, Daudet, Edmond de Goncourt, Flaubert e altri. Questo raffinato milieu sociale, oltre a procurargli nuovi committenti, servì a Renoir per consacrare la propria affermazione sociale. Anche la sua produzione ne risentì, tanto che dalla spensieratezza dei paesaggi degli esordi si passò a ritratti più mondani ed impegnati. L'opera, dopo vari passaggi commerciali, giunse nel 1929 al museo del Louvre, per poi trovare la sua collocazione definitiva nel 1986, anno in cui fu trasferita al museo d'Orsay, sempre a Parigi.
Madame Charpentier in quest'opera assume un'espressione altera e distaccata, e vanta una fierezza mai scomposta, la cui percezione si avvicina alla maestà: non a caso, Renoir ammise molto candidamente che la donna gli ricordava molto da vicino Maria Antonietta, un soggetto con il quale tra l'altro si era confrontato anche negli esordi, quando lavorava come decoratore di porcellane. Speciale menzione merita la tecnica pittorica, a tratti sommaria, altre volte invece descrittiva e attenta ai dettagli: Renoir intende infatti indirizzare lo sguardo dell'osservatore verso quei brani che hanno particolarmente catturato la sua attenzione, come il volto della signora, o le sue orecchie. Le parti restanti, come il fiore sul risvolto o lo sfondo - eseguito con rapide taches parallele, sono invece appena accennate, senza alcun ricorso a disegni o schemi preparatori: si viene così a creare un grande equilibrio luministico e cromatico, che al di là del suo pregio intrinseco dà la squisita impressione di un pittore che prova un sincero divertimento quando dipinge quadri.